# Humes (Eppelborn)
Humes ist ein Ortsteil der Gemeinde Eppelborn im Landkreis Neunkirchen (Saarland).

## Geographie
Humes liegt ca. 3,4 km südöstlich von Eppelborn und grenzt an Hierscheid und Wiesbach, beide ebenfalls in der Gemeinde Eppelborn sowie Uchtelfangen in der Gemeinde Illingen (alle im Landkreis Neunkirchen).
Der Ort ist zudem der am höchsten gelegene Ort der Gemeinde und beherbergt deren Hausberg, den Wackenberg.

## Geschichte
Bis zur Gebiets- und Verwaltungsreform war Humes eine eigenständige Gemeinde, die allerdings bereits von der Bürgermeisterei Eppelborn-Dirmingen verwaltet wurde. Der Name Humes kommt von dem Wort Humus, was feuchte Erde bedeutet.

## Politik
Ortsvorsteher: Uwe Ziegler (SPD)

## Kultur
Humes bietet neben vielen Wanderwegen in schönster Natur um und über den Wackenberg auch die Möglichkeit im Naherholungsgebiet Wallenborn zu Angeln. Das wohl bekannteste Fest in Humes ist das „Humeser Backowefeschd“, bei dem frisch gebackenes Brot und Wein bei musikalischer Untermalung durch den ortsansässigen Musikverein genossen werden kann.
Neben vielen weiteren Vereinen war der Radfahrverein "Schwalbe" Humes, der als einer von drei Vereinen im Saarland im Radball tätig war, einer der bekanntesten und hat in vielen in- und ausländischen Turnieren unter der Leitung von Viktor Bonnaire Preise eingeräumt. Der Verein wurde 2018 aufgrund mangelnder Mitgliederzahl aufgelöst.

## Bildung und Erziehung
Neben der Grundschule St. Sebastian im Kernort Eppelborn besitzt die Gemeinde eine private Montessori-Grundschule im Ortsteil Humes. Ältere Schüler besuchen im Regelfall die Erweiterte Realschule in Eppelborn oder die umliegenden Gymnasien in Illingen und Lebach.

## Verkehrsanbindung
Humes liegt auf den öffentlichen Buslinien 314 Eppelborn-Illingen, 321 Heusweiler-Uchtelfangen sowie an den Schulbuslinien 325 Uchtelfangen-Lebach/Eppelborn-Illingen und 335 Wiesbach-Humes. Des Weiteren ist Humes durch die ca. 1,5 km von der Autobahn A1 Auf-/Abfahrt Ottweiler/Illingen/Wiesbach angebunden.